# Arthur Bowie Chrisman
Arthur Bowie Chrisman (16 de julho de 1889—Fevereiro de 1953) foi um escritor estadunidense.

## História
Nascido no Condado de Clarke (Virgínia), Virgínia, Chrisman foi educado numa escola rural e frequentou o Virginia Polytechnic Institute de 1906 a 1908 mas, abandonou os estudos no fim do segundo ano letivo. Sua coletânea de dezesseis contos, Shen of the Sea: A Book for Children (1925), recebeu a Newbery Medal em 1926.
Chrisman sofria de problemas respiratórios e mudou-se para o Arkansas por volta de 1943. Em seus últimos anos, ele tornou-se quase recluso e raramente saía de sua cabana de um cômodo em Shirley. Dois moradores da localidade descobriram seu corpo em 21 de fevereiro de 1953 depois que Chrisman não efetuou uma de suas visitas regulares à Clinton, para comprar mantimentos. O legista do Condado de Van Buren estimou que ele estava morto há cerca de uma semana.

## Obras
- Shen of the Sea: A Book for Children (1925)
- The Wind That Wouldn't Blow: Stories of the Merry Middle Kingdom for Children, and Myself (1927)
- Clarke County, 1836-1936 (1936)
- Treasures Long Hidden: Old Tales and New Tales of the East (1941)

## Prêmios
- Medalha Newbery (1926)